# فرانسيس مايس
فرانسيس مايس (بالإنجليزية: Frances Mayes)‏ (4 أبريل 1940، فيتزجيرالد في الولايات المتحدة)؛ كاتِبة، سيناريست وروائية أمريكية.

## روابط خارجية
- فرانسيس مايس على موقع IMDb (الإنجليزية)
- فرانسيس مايس على موقع قاعدة بيانات الفيلم (الإنجليزية)